# Horacio Garza Garza
Horacio Emigdio Garza Garza (Nuevo Laredo, Tamaulipas, 5 de agosto de 1941) es un político mexicano, miembro del Partido Revolucionario Institucional, ha sido diputado federal y alcalde de Nuevo Laredo, Tamaulipas.
Es contador público, ha ocupado cargos administrativos en las antiguas secretarías del Patrimonio Nacional y de Comercio, además en el Gobierno de Tamaulipas fue subsecretario de Egresos, director de Fomento Económico y jefe de la Oficina Fiscal, y en el Gobierno de Nuevo León fue director de Desarrollo Económico.
Ha sido electo en dos ocasiones diputado federal, la primera a la LV Legislatura de 1991 a 1994 y la segunda a la LX Legislatura de 2006 a 2009 en representación del I Distrito Electoral Federal de Tamaulipas. Dos veces Alcalde de Nuevo Laredo, de 1993 a 1995 y de 1999 a 2001, al termina este cargo fue Diputado al Congreso de Tamaulipas de 2002 a 2004.
El 19 de febrero de 2007 sufrió un atentado en la ciudad de Nuevo Laredo, en el cual murió su chofer, y el aunque gravemente herido fue trasladado a la Ciudad de México, donde logró recuperarse de sus heridas.